# Jacopo Fazzini
Jacopo Fazzini (Massa, 16 de marzo de 2003) es un futbolista italiano que juega en la demarcación de centrocampista para la ACF Fiorentina de la Serie A.

## Biografía
Tras formarse en las filas inferiores del Viareggio 2014, Capezzano y Empoli F. C., finalmente debutó con el primer equipo el 19 de enero de 2022 en un encuentro de la Copa de Italia contra el Inter de Milán. Siete meses después debutó con el equipo azzurri en la Serie A, el 14 de agosto de 2022, contra el Spezia Calcio. En total disputó 76 encuentros, en los que anotó siete goles, y en junio de 2025 fue traspasado a la ACF Fiorentina.

## Clubes
| Club           | País   | Año       | Partidos | Goles |
| -------------- | ------ | --------- | -------- | ----- |
| Empoli F. C.   | Italia | 2022-2025 | 76       | 7     |
| ACF Fiorentina | Italia | 2025-     |          |       |